# Stefan Sunajko
Stefan Sunajko (Zombor, 1998. április 10. –) magyar válogatott kézilabdázó, a PLER-Budapest játékosa.

## Pályafutása

### Klubcsapatokban
2016 és 2020 között a magyar bajnokságban szereplő Pick Szeged játékosa volt, kölcsönben a 2019-2020-as szezonban a svéd IK Sävehof csapatát erősítette. 2020 augusztusa óta a Grundfos Tatabánya játékosa. 2022-ben igazolt a szerb RK Dinamo Pančevo csapatához, akikkel az EHF-Európa-kupa nyolcaddönőjéig jutott, a bajnokságban pedig negyedik helyen végzett. A következő idényben a szerb bajnoki címvédő és Európa-kupa címvédő RK Vojvodina játékosa lett. 2024 szeptemberében a magyar élvonalban szereplő PLER-Budapestben folytatta pályafutását, ahol testvére, Filip is a csapattársa lett.

### A válogatottban
A magyar válogatottban a 2021-es egyiptomi világbajnokságon debütált, ahol a magyar csapat az 5. helyen végzett.